# Scolca
Scolca es una comuna y población de Francia, en la región de Córcega, departamento de Alta Córcega.
Su población en el censo de 1999 era de 62 habitantes.

## Demografía
| 61 | 77 | 68 | 56 | 35 | 62 |
| Para los censos de 1962 a 1999 la población legal corresponde a la población sin duplicidades (Fuente: INSEE [Consultar]) |    |    |    |    |    |

- Datos: Q634070
- Multimedia: Scolca / Q634070

1. ↑  Worldpostalcodes.org, código postal n.º 20290.
2. ↑  INSEE, Datos de población para el año 2012 de Scolca (en francés).